# Hermeto Pascoal
Hermeto Pascoal, född 22 juni 1936 i Lagoa da Canoa, är en brasiliansk musiker och kompositör.
Pascoal är en multiinstrumentalist, som behärskade flera blåsinstrument, liksom piano, gitarr, kontrabas och trummor.
Första skivan han medverkade på som medlem var med bandet Quarteto Novo, en sydamerikansk jazzkonstellation, som bytte namn från Trio Novo när Pascoal engagerades. Tidigare hade han bland annat ackompanjerat Walter Santos på LP:n Caminho 1965.
John McLaughlin, Duke Person, Antonio Carlos Jobim, Gil Evans och många andra musiker har antingen spelat med Pascoal eller tolkat hans musik. Han har samarbetat med både Köpenhamns och Berlins Symfoniorkestrar samt skrivit tre symfonier.
Pascoals musik kan beskrivas som avantgarde med starka influenser av både jazz, klassisk musik och framför allt sydamerikanska musikformer. Tonaliteten, liksom harmoniken, vilken den förra ofta tycks överta genom avancerade blåsarrangemang, är komplex. Pascoal använder sig gärna av både disharmonik och kluster.
Dessutom är musiken nästan konstant polyrytmisk, svängig och vibrerande. Av nödvändighet ständigt överraskande, men naturlig, levande framförd och helt igenom logisk.

## Diskografi
(Ej komplett)
- Eu E Eles (1999)
- Festa Dos Deuses (1992)
- Mundo Verde Esperança (1993)
- Hermeto Solo - Por Diferentes Caminhos (1988)
- Só Não Toca Quem Não Quer (1987)
- Brasil Universo (1986)
- Lagoa Da Canoa, Município De Arapiraca (1984)
- Hermeto Pascoal & Grupo (1982)
- Cérebro Magnético (1980)
- Ao Vivo Montreux Jazz Festival (1979)
- Zabumbê-Bum-Á (1979)
- Slaves Mass (1976)
- A Música Livre De Hermeto Pascoal (1973)
- Hermeto (1970)

## Medverkande
- Di Melo (1975)
- Brazilian Octopus (1969)
- Quarteto Novo (1967)
- Sambrasa Trio Em Som Maior (1966)
- Conjunto Som 4 (1964)